# Giacomo Quagliata
Giacomo Quagliata (Palermo, 19 febbraio 2000) è un calciatore italiano, difensore del Deportivo La Coruña.

## Biografia
Nell'estate del 2019, durante la sua permanenza a Bari, ha conseguito il diploma superiore dopo aver frequentato l'istituto tecnico economico "Lenoci", situato proprio nel capoluogo pugliese.

## Caratteristiche tecniche
È un terzino sinistro, impiegabile anche come esterno di centrocampo
Di piede sinistro, le sue doti tecniche e atletiche gli consentono di adempiere a dovere sia alla fase offensiva del gioco, sia a quella difensiva: inoltre, è abile nei cross e nei calci piazzati.

## Carriera

### Club

#### Inizi
Nato a Palermo, Giacomo Quagliata inizia a giocare nella scuola calcio di famiglia, trasferendosi poi nella Polisportiva Calcio Sicilia a dieci anni. In quegli anni, ottiene frequenti opportunità di partecipare con rappresentative della LND a tornei regionali e nazionali, inclusa la Coppa Gaetano Scirea, disputata nel 2016.
Nell'estate di quello stesso anno, supera un provino per la Pro Vercelli ed entra così a far parte del settore giovanile dei piemontesi, dove gioca per due stagioni. Nell'estate del 2018, Quagliata viene ceduto in prestito al Latina, con cui gioca il suo primo incontro ufficiale scendendo in campo nella sfida di Coppa Italia Serie D persa 2-1 contro la Vis Artena. Il 2 dicembre seguente, il terzino trova anche le sue prime reti in carriera, siglando una doppietta nell'incontro di Serie D vinto 4-1 contro il Ladispoli. A gennaio 2019, però, il prestito viene interrotto ed il giocatore passa al Bari con la stessa formula: con i pugliesi, contribuisce alla vittoria del proprio girone di Serie D e alla conseguente promozione al termine della stagione.

#### Ritorno alla Pro Vercelli
Per la stagione 2019-2020, il terzino è confermato nella rosa della Pro Vercelli dal nuovo allenatore Alberto Gilardino, avendo così l'opportunità di ritagliarsi un ruolo da titolare sulla fascia sinistra: gioca complessivamente 16 incontri in Serie C e due nella Coppa Italia di categoria, tutti dal primo minuto. Il 5 ottobre 2019, Quagliata partecipa al Derby del Riso contro il Novara, realizzando dopo appena 16 secondi dal calcio d'inizio un assist per il gol di Gianmario Comi, unica rete dell'incontro. In quell'occasione, attira l'attenzione di un osservatore dell'Heracles Almelo, squadra della massima serie olandese, che aveva scelto di recarsi alla partita dopo aver dovuto rinunciare all'incontro fra la Juventus U23 e l'Arezzo, rinviato.

#### Heracles Almelo
Dopo aver convinto la società olandese (che cercava un sostituto per Lennart Czyborra, in procinto di passare all'Atalanta) ad avviare le trattative grazie ad altre buone prestazioni, nel mercato di gennaio 2020 Quagliata viene ufficialmente acquistato a titolo definitivo dall'Heracles, firmando un contratto valido fino al 2022 ed estendibile per un altro anno. Diventa così il primo calciatore italiano nella storia del club. Viene inizialmente aggregato alla squadra delle riserve dei bianconeri, ma nel frattempo il suo esordio in prima squadra viene rimandato dallo scoppio della pandemia di COVID-19, in seguito a cui la federazione olandese decide prima di sospendere e poi cancellare la stagione di campionato. Dopo aver esordito con l'Heracles in coppa nazionale, nella partita contro il Telstar, Quagliata debutta in Eredivisie il 22 novembre 2020, entrando in campo nel secondo tempo della sfida persa 5-0 contro l'Ajax. Partito da riserva di Jeff Hardeveld, sotto la guida dell'allenatore Frank Wormuth il terzino siciliano si afferma lungo tutto il corso della stagione, che i bianconeri concludono al nono posto. Con la partenza dello stesso Hardeveld, Quagliata mantiene il posto da titolare nella formazione dell'Heracles. Il 3 aprile del 2022, segna la sua prima rete fra i professionisti, aprendo le marcature della partita di campionato contro il Fortuna Sittard, poi vinta dalla sua squadra per 2-0: nell'occasione, diventa il quarto italiano ad aver realizzato almeno un gol nella Eredivisie, dopo Marco De Marchi, Kingsley Boateng e Graziano Pellè. Lungo la stagione, Quagliata colleziona anche tre assist: tuttavia, dopo aver concluso terzultimo in campionato, l'Heracles retrocede in seconda divisione in seguito alla sconfitta contro l'Excelsior nel secondo turno degli spareggi. In tutto, con l’Heracles ha collezionato 58 presenze, un gol e 5 assist.

#### Cremonese , prestito al Catanzaro, Deportivo
Il 26 luglio 2022, Quagliata ritorna in Italia, passando a titolo definitivo alla Cremonese, neopromossa in Serie A per 2 milioni di euro, più il 15% di una futura rivendita. L'8 agosto seguente, debutta con i grigiorossi nella partita di Coppa Italia contro la Ternana, e segna il gol della definitiva vittoria per 3-2. Sei giorni dopo, esordisce anche in Serie A, subentrando nell'intervallo della partita in casa della Fiorentina, persa per 3-2.
Il 18 gennaio 2025 viene ceduto in prestito al Catanzaro. L'8 febbraio segna il suo primo gol con i calabresi, firmando il gol del definitivo pareggio (1-1 ) in casa del Frosinone. A fine stagione rientra alla Cremonese, che il 30 luglio 2025 lo cede a titolo definitivo al Deportivo La Coruňa.

### Nazionale
Poco dopo aver espresso il forte desiderio di entrare nel giro della nazionale italiana, nel novembre del 2021 Quagliata riceve (assieme a Giorgio Scalvini) la sua prima convocazione in Under-21, guidata da Paolo Nicolato. Il 16 novembre 2021 fa il suo esordio con la nazionale italiana Under-21 nella vittoriosa amichevole contro i pari età della Romania, giocando la prima frazione e venendo sostituito ad inizio ripresa da Fabiano Parisi.
Il 14 giugno seguente, il terzino ha segnato il suo primo gol con l'Under-21, andando a segno nel successo per 4-1 con i pari età dell'Irlanda, che ha permesso agli Azzurrini di rendere ufficiale la loro qualificazione agli Europei del 2023.

## Statistiche

### Presenze e reti nei club
Statistiche aggiornate al 25 maggio 2025.
| Stagione               | Squadra                | Campionato             | Campionato | Campionato | Coppe nazionali | Coppe nazionali | Coppe nazionali | Coppe continentali | Coppe continentali | Coppe continentali | Altre coppe | Altre coppe | Altre coppe | Totale | Totale | Totale |
| Stagione               | Squadra                | Comp                   | Pres       | Reti       | Comp            | Pres            | Reti            | Comp               | Pres               | Reti               | Comp        | Pres        | Reti        | Pres   | Reti   |        |
| ---------------------- | ---------------------- | ---------------------- | ---------- | ---------- | --------------- | --------------- | --------------- | ------------------ | ------------------ | ------------------ | ----------- | ----------- | ----------- | ------ | ------ | ------ |
| 2018-gen. 2019         | Latina                 | D                      | 19         | 2          | CI-D            | 1               | 0               | -                  | -                  | -                  | -           | -           | -           | 20     | 2      |        |
| gen.-giu. 2019         | Bari                   | D                      | 13+1       | 0          | CI-D            | -               | -               | -                  | -                  | -                  | -           | -           | -           | 14     | 0      |        |
| 2019-2020              | Pro Vercelli           | C                      | 16         | 0          | CI+CI-C         | 2+0             | 0               | -                  | -                  | -                  | -           | -           | -           | 18     | 0      |        |
| 2020-2021              | Heracles Almelo        | ED                     | 25         | 0          | CO              | 1               | 0               | -                  | -                  | -                  | -           | -           | -           | 26     | 0      |        |
| 2021-2022              | Heracles Almelo        | ED                     | 29+2       | 1+0        | CO              | 1               | 0               | -                  | -                  | -                  | -           | -           | -           | 32     | 1      |        |
| Totale Heracles Almelo | Totale Heracles Almelo | Totale Heracles Almelo | 54+2       | 1          |                 | 2               | 0               |                    | -                  | -                  |             | -           | -           | 58     | 1      |        |
| 2022-2023              | Cremonese              | A                      | 20         | 0          | CI              | 4               | 1               | -                  | -                  | -                  | -           | -           | -           | 24     | 1      |        |
| 2023-2024              | Cremonese              | B                      | 30+3       | 0          | CI              | 3               | 0               | -                  | -                  | -                  | -           | -           | -           | 36     | 0      |        |
| 2024-gen. 2025         | Cremonese              | B                      | 11         | 0          | CI              | 1               | 0               | -                  | -                  | -                  | -           | -           | -           | 12     | 0      |        |
| Totale Cremonese       | Totale Cremonese       | Totale Cremonese       | 61+3       | 0          |                 | 8               | 1               |                    | -                  | -                  |             | -           | -           | 72     | 1      |        |
| gen.-giu. 2025         | Catanzaro              | B                      | 15+3       | 2+0        | CI              | -               | -               | -                  | -                  | -                  | -           | -           | -           | 18     | 2      |        |
| Totale carriera        | Totale carriera        | Totale carriera        | 178+9      | 5          |                 | 13              | 1               |                    | -                  | -                  |             | -           | -           | 200    | 6      |        |

### Cronologia presenze e reti in nazionale
| Cronologia completa delle presenze e delle reti in nazionale ― Italia under 21 | Cronologia completa delle presenze e delle reti in nazionale ― Italia under 21 | Cronologia completa delle presenze e delle reti in nazionale ― Italia under 21 | Cronologia completa delle presenze e delle reti in nazionale ― Italia under 21 | Cronologia completa delle presenze e delle reti in nazionale ― Italia under 21 | Cronologia completa delle presenze e delle reti in nazionale ― Italia under 21 | Cronologia completa delle presenze e delle reti in nazionale ― Italia under 21 | Cronologia completa delle presenze e delle reti in nazionale ― Italia under 21 |
| Data                                                                           | Città                                                                          | In casa                                                                        | Risultato                                                                      | Ospiti                                                                         | Competizione                                                                   | Reti                                                                           | Note                                                                           |
| ------------------------------------------------------------------------------ | ------------------------------------------------------------------------------ | ------------------------------------------------------------------------------ | ------------------------------------------------------------------------------ | ------------------------------------------------------------------------------ | ------------------------------------------------------------------------------ | ------------------------------------------------------------------------------ | ------------------------------------------------------------------------------ |
| 16-11-2021                                                                     | Frosinone                                                                      | Italia under 21                                                                | 4 – 2                                                                          | Romania under 21                                                               | Amichevole                                                                     | -                                                                              | 46’                                                                            |
| 29-3-2022                                                                      | Trieste                                                                        | Italia under 21                                                                | 1 – 0                                                                          | Bosnia ed Erzegovina under 21                                                  | Qual. Europeo Under-21 2023                                                    | -                                                                              | 66’                                                                            |
| Totale                                                                         |                                                                                | Presenze                                                                       | 2                                                                              |                                                                                | Reti                                                                           | 0                                                                              |                                                                                |

## Palmarès

### Club

#### Competizioni nazionali
- Serie D: 1

Bari: 2018-2019 (girone I)